# Harrisia nashii
Harrisia nashii és una espècie fanerògama que pertany a la família de les cactàcies.

## Descripció
Harrisia nashii creix arbustiu amb grans branques i esteses i pot arribar a una alçada de 2 a 3 metres. Les tiges són verticals de color verd clar, tenen diàmetres de 3 a 4 centímetres. N'hi ha de nou a onze costelles. Té de tres a sis espines grises de fins a 1,5 centímetres de llarg. Les flors fan entre 16 a 20 centímetres. Els fruits són el·lipsoïdals, estan fortament encorbats. Poden assolir diàmetres de 4 a 5 centímetres i longituds de 6 a 8 centímetres.

## Distribució
Harrisia nashii està molt estesa a Haití i la República Dominicana.

## Taxonomia
Harrisia nashii va ser descrita per Nathaniel Lord Britton i publicat a Bulletin of the Torrey Botanical Club 35: 564. 1908.
Etimologia
Harrisia: nom genèric que va ser anomenat en honor del botànic irlandès William Harris, qui va ser Superintendent de jardins públics i plantacions de Jamaica.
nashii: epítet que fa honor al botànic estatunidenc George Valentine Nash (1864–1921).
Sinonímia
- Cereus nashii (Britton) Vaupel (1913).